# Mortal Kombat: Defenders of the Realm
Mortal Kombat: Defenders of the Realm, znany również jako Mortal Kombat: The Animated Series (1996) – amerykański serial animowany stworzony przez Eda Boona i Johna Tobiasa oraz powstały na podstawie gier komputerowych z serii Mortal Kombat. Wyprodukowany przez Threshold Entertainment i Film Roman.
Premiera serialu miała miejsce 21 września 1996 roku na amerykańskim kanale USA Network. Ostatni odcinek serialu został wyemitowany 14 grudnia 1996 roku. W Polsce serial do tej pory nie był emitowany.

## Opis fabuły
Od ostatniego turnieju Mortal Kombat dużo się zmieniło. Ciemne moce z Zaświatów zaczynają atakować Ziemię i tym samym osłabiają ziemski portal. Pozwala to na wejście nie tylko armiom z Zaświatów, ale także wojownikom z innych wymiarów. Jedynie tylko nadzwyczajni wojownicy mogą podjąć się tej walki. Grupa wojowników pod dowództwem Raidena mają za zadanie powstrzymać Shao Kahna, Shang Tsunga, Quan Chi i ich oddziały, aby uratować Ziemię przed niebezpieczeństwem.

## Obsada
- Clancy Brown – Raiden
- Brian Tochi – Liu Kang
- Ron Perlman – Stryker
- Olivia d’Abo – Sonya Blade
- Dorian Harewood – Jax
- Cree Summer – Kitana
- Luke Perry – Sub-Zero
- Todd Thawley – Nightwolf

i inni

## Spis odcinków
| Premiera odcinka | N/o | Angielski tytuł        |  |
| ---------------- | --- | ---------------------- |  |
|                  |     |                        |  |
| SERIA PIERWSZA   |     |                        |  |
|                  |     |                        |  |
| 21.09.1996       | 01  | Kombat Begins Again    |  |
|                  |     |                        |  |
| 28.09.1996       | 02  | Sting of the Scorpion  |  |
|                  |     |                        |  |
| 05.10.1996       | 03  | Acid Tongue            |  |
|                  |     |                        |  |
| 12.10.1996       | 04  | Skin Deep              |  |
|                  |     |                        |  |
| 19.10.1996       | 05  | Old Friends Never Die  |  |
|                  |     |                        |  |
| 26.10.1996       | 06  | Familiar Red           |  |
|                  |     |                        |  |
| 02.11.1996       | 07  | Fall from Grace        |  |
|                  |     |                        |  |
| 09.11.1996       | 08  | The Secret of Quan-Chi |  |
|                  |     |                        |  |
| 16.11.1996       | 09  | Resurrection           |  |
|                  |     |                        |  |
| 23.11.1996       | 10  | Swords of Ilkan        |  |
|                  |     |                        |  |
| 30.11.1996       | 11  | Amends                 |  |
|                  |     |                        |  |
| 07.12.1996       | 12  | Abandoned              |  |
|                  |     |                        |  |
| 14.12.1996       | 13  | Overthrown             |  |
|                  |     |                        |  |

## Dodatkowe informacje o serialu
- W serialu nie występują pozostali bohaterowie z filmów i gier z serii Mortal Kombat. Są to: Kung Lao, Johnny Cage, Mileena, Jade, Sindel, Noob Saibot, Baraka, Jarek, Reiko, Tanya, Shinnok, Goro i Kintaro.
- W odcinku „The Secret of Quan-Chi” po raz pierwszy w serialu pojawia się postać Quan Chi, która wystąpiła w późniejszych grach z serii Mortal Kombat, m.in.: Mortal Kombat 4, Mortal Kombat: Deadly Alliance, itp.